# Frații Spierig
Frații Spierig este numele sub care sunt cunoscuți frații gemeni Michael și Peter Spierig, doi regizori, producători și scenariști australieni. Ei s-au născut pe 1 aprilie 1972 în Germania.
Aceștia sunt celebri pentru regizarea unor filme cu imagini viscerale și de cele mai multe ori violente cum ar fi Daybreakers (2010) și Undead (2003). Au mai regizat The Big Picture în 2000.
Ultimul lor film, Predestination, bazat pe povestirea science fiction   "—All You Zombies—" de Robert A. Heinlein a avut premiera la SXSW în martie 2014.